# ミカエル2世アンゲロス・コムネノス
ミカエル2世アンゲロス・コムネノス（Μιχαήλ Β' Άγγελος Κομνηνός Δούκας, Michael II Angelos Komnenos Doukas, ? - 1271年）は、エピロス専制侯国の専制公（在位：1237年 - 1271年）。ミカエル1世コムネノス・ドゥーカスの庶子。自称では「ミカエル・ドゥーカス」を多く用いた。中世ギリシア語表記ではミハイル2世アンゲロス・コムニノス・ドゥカス。

## 生涯
1230年には既にエピロス地方の統治に携わっていた。1237年、叔父のテッサロニキ皇帝マヌエル・ドゥーカスによって専制公称号を与えられる。同年、ブルガリア遠征に敗北し捕虜となっていたマヌエルの兄テオドロスが帰国してマヌエルを追い出した為、ミカエルはテッサリアに逃れたマヌエルを支持してテオドロスとその息子ヨハネスに対抗し、エピロス専制公侯国は分裂と衰退の兆候を見せる。ミカエルは1241年、マヌエルの死によってテッサリアを併合し、専制侯国の再建に乗り出した。
1251年、勢力拡大を図ってマケドニアに侵攻したが、失敗して1253年、和睦を結ぶことを余儀なくされた。1257年、ニカイア帝国と対抗するため、シチリア王マンフレーディやアカイア公ギヨーム2世・ド・ヴィルアルドゥアンと同盟を結んだ。そしてこの同盟を背景にして1259年、ニカイア帝国軍とペラゴニアにて戦ったが、ニカイア帝国軍のミカエル・パレオロゴス（のちの東ローマ皇帝・ミカエル8世パレオロゴス）の優れた指揮により、統一に欠け、士気も団結力も乏しかった同盟軍は大敗を喫し、エピロスの首都・アルタはニカイア帝国によって占領されてしまったのである。
1261年、ミカエル・パレオロゴスによって東ローマ帝国が再興されると、その3年後の1264年にミカエル2世はミカエル8世の宗主権を承認する事を余儀なくされた。
ミカエルの没年については1267年と1271年の2説あり、本項目では後者を採用している。彼の死後、エピロス専制公国は嫡子ニケフォロス1世のエピロスと庶子ヨハネス1世ドゥーカスのテッサリアとに系統分裂した。

## 子女
妻テオドラ・ペトラリファイナ（Θεοδώρα Πετραλίφαινα）は、エピロスの有力貴族ヨハネス・ペトラリファスの娘で、叔父テオドロス1世コムネノス・ドゥーカスの妻マリアの姪にあたる。4男3女が生まれた。
- 女子（個人名不明） - アレクシオス・ラウルの妻
- ニケフォロス1世 - エピロス専制公
- ヨハネス（Ιωάννης） - 東ローマ宮廷に預けられ、武将として活動。後、1280年に目潰しの刑を受け、直後に自殺。
- デメトリオス＝ミカエル（Δημήτριος-Μιχαήλ） - デメトリオスは幼名。後、父ミカエルが東ローマ皇帝ミカエル8世の宗主権を承認した際にいわば人質の形でコンスタンティノポリス宮廷に預けられ、ミカエル8世の娘アンナ・パレオロギナと結婚し、義父の名を貰い受けてミカエルと改名すると共に専制公称号を与えられた。1304年、ブルガリア皇帝トドル・スヴェトスラフとの通謀に問われ失脚。
- ヘレネ - シチリア王マンフレーディの妻
- アンナ（Άννα） - アカイア公ギヨーム2世・ド・ヴィルアルドゥアンの妻
- テオドロス（Θεόδωρος, 1257年没）

また、以下の庶子がいる。
- ヨハネス1世ドゥーカス - テッサリア君主